# Kleenex (Band)
Kleenex (bzw. ab 1980 LiLiPUT) war die einzige Schweizer Post-Punk-Band, die auch international bekannt wurde und bis heute bei einer kleinen Fangemeinde als Kultband gilt.

## Geschichte

### Vorgeschichte (1977–78)
Lislot Ha. und Klaudia Schiff lernten sich Anfang 1977 in Zürich kennen und bildeten im Juli 1977 ein Künstlerduo namens Superchunks, das einige Kurzfilme drehte. Inspiriert von der auch in Zürich aufkommenden Punkbewegung beschlossen die beiden, sich auf Musik umzuorientieren und eine Band zu gründen.

### Beginn als Kleenex (1978–79)
Am 8. Januar 1978 gründeten Ha. und Schiff zusammen mit der Sängerin Regula Sing die Band Kleenex und begannen in einem Bunker in Zürich ihre Instrumente zu erlernen. Zwei Mitglieder der befreundeten Punkband Nasal Boys, Rudolph Dietrich und Gogi Düggelbach, halfen bei den anfänglichen Proben an der Gitarre aus. Bei einem Konzert der Nasal Boys lernten sie einige Wochen später die Saxophonistin Marlene Marder kennen und luden sie ein, bei ihnen mitzuspielen.
Das erste Konzert von Kleenex fand am 29. März 1978 um 22.30 Uhr im Club Hey in Zürich als Vorgruppe der Nasal Boys statt. Die Band hatte nur vier selbstgeschriebene Songs, die mit Hilfe von Dietrich und Düggelbach dem begeisterten Publikum präsentiert wurden. Als Zugabe spielte die Band die Songs erneut, nun aber mit Marlene Marder an der Gitarre, die somit zum festen Bandmitglied wurde. Ende April 1978 fanden zwei weitere Konzerte statt, bei denen Gogi Düggelbach noch als zweiter Gitarrist aushalf, davon eines als Vorgruppe der britischen Band XTC.
Am 3. Mai 1978 spielten Kleenex zum ersten Mal in Viererbesetzung als reine Frauenband, was von nun an ihr Image in den Medien bestimmte. Im September 1978 gingen Kleenex für zwei Tage ins Sunrise-Studio in Kirchberg, um eine Single mit vier Songs aufzunehmen, die Anfang November 1978 auf dem Schweizer Label Sunrise Records erschien.
Sowohl das Singlecover als auch die Promotionphotos brachten die Band zum ersten Mal in Zusammenhang mit Kunstrichtungen wie Dadaismus, Expressionismus und Futurismus, eine Verbindung, die 1981 von dem amerikanischen Musikjournalisten Greil Marcus, einem Fan der Band, aufgegriffen und später in mehreren seiner Bücher erwähnt wurde.
Die Band schickte die Single auch an britische Musikzeitschriften, mit dem Erfolg, dass Sounds sie zur «Single der Woche» machte.
Im November 1978 traten Kleenex zum ersten Mal mit einigen ihrer Songs im Schweizer Fernsehen auf. Die Vorabendsendung Karussell erlaubte ihnen jedoch nur zum Vollplayback zu mimen, sehr zum Ärger der Band (Klaudia Schiff: «Wir haben mal versucht, in einer Fernsehsendung in der Schweiz zu spielen. Es ist echt Scheisse, denn man kann nicht live spielen.») Der TV-Auftritt hatte zur Folge, dass die Sängerin Regula ihre Arbeit als Verkäuferin in einem Zürcher Fotogeschäft verlor. Ein weiterer Playbackauftritt fand am 14. Dezember 1978 im deutschen Fernsehen statt. Die Clips wurden 2010 vom amerikanischen Label Kill Rock Stars offiziell auf DVD veröffentlicht.
Rough Trade brachten am 12. Januar 1979 eine britische Pressung mit zwei der vier Songs heraus, die sich bis April 1979 12.000 Mal verkaufte. Mitte März 1979 fuhr die Band für sechs Tage nach London, um in den Kingsway Studios ihre zweite Single Ü aufzunehmen, die am 10. Mai 1979 von Rough Trade veröffentlicht wurde. An diesem Tag begann auch eine Grossbritannientour zusammen mit den Raincoats und Spizzenergi, die bis zum 5. Juni 1979 dauerte.
Die UK-Tour bedeutete das Ende von Kleenex, da man sich danach in gegenseitigem Einvernehmen von der Sängerin Regula Sing trennte, mit der es schon seit längerem Differenzen gab. Dazu kam, dass die Band an der Tour nichts verdient hatte, sondern im Gegenteil auf erheblichen Unkosten sitzengeblieben war. Der bisherige Manager hatte ausserdem mehrere Raten für das Equipments nicht gezahlt, so dass Verstärker und Instrumente zurückgegeben werden mussten.
Die drei übriggebliebenen Musikerinnen beschlossen das alte Songmaterial ad acta zu legen und mit einer neuen Sängerin weiterzumachen. Regula Sing hingegen tauchte 1980 als Mitglied der «Luzerner Mädchenband Retro» wieder auf.
Am 5. November 1979 erreichte Klaudia Schiff dann ein Anwaltsschreiben, in dem der Band auch die künftige Verwendung des geschützten Markennamens Kleenex untersagt wurde. Somit musste ein neuer Bandname gefunden werden.

### Erste LiLiPUT-Besetzung (1979–80)
Marder, Schiff und Ha. probten zunächst zu dritt und begannen im Herbst 1979 eine neue Sängerin zu suchen. Im Oktober bewarb sich die 16-jährige Chrigle Freund aus Bern, die vorher kurzzeitig bei der Berner Punkband Chaos gesungen hatte, erfolgreich um den Job. Sie fuhr zunächst drei Mal pro Woche zum Proben nach Zürich und zog schliesslich in Klaudia Schiffs Haus ein. Im Dezember 1979 stiess dann zusätzlich die Saxofonspielerin Angela Barrack zur Band. Am 15. Dezember 1979 gab die neue Besetzung dem Drop Dead-Fanzine ein Interview, in dem Liveauftritte für frühestens März angekündigt wurden. Das Interview fand immer noch unter dem Namen Kleenex statt, da ein neuer Name noch nicht gefunden war.
Das erste Konzert der neuen Band fand am 2. April 1980 in Genf unter dem provisorischen Namen Wigwam statt. Beim nächsten Konzert am 26. April 1980 benutzte man dann erstmals den neuen Namen LiLiPUT, den Lislot Ha. beigesteuert hatte. Ein Konzert am 28. Mai in Biel wurde vom Schweizer Radio übertragen und 1993 auf der Complete Recordings-CD veröffentlicht. Im Juni folgte eine Deutschlandtour.
Anfang Juli 1980 erschien dann auf dem englischen Rough Trade-Label die erste LiLiPUT-Single (Split/Die Matrosen), die wieder im Sunrise-Studio in Kirchberg aufgenommen worden war und einen deutlich chaotischeren Sound bot als die alten Kleenex. Nicht zuletzt wegen der sehr eingängigen, teilweise gepfiffenen B-Seite erreichte die Single in England Platz 17 der Alternativen Charts im Sounds-Magazin.
Am 26. September 1980 erschien auf dem Zürcher Off Course-Label die Compilation «Swiss Wave - The Album», auf der LiLiPUT mit zwei Songs vertreten waren. Nachdem die ebenfalls darauf vertretene Band Grauzone 1981 mit ihrer Single Eisbär in Deutschland und Österreich in die Charts gekommen waren, verkaufte sich die Platte insgesamt eine halbe Million Mal.
Eine einwöchige Englandtour Anfang Oktober 1980 endete abermals im Streit: diesmal verliess die Bandgründerin Lislot Ha. die Gruppe. Angela Barrack stieg ebenfalls wieder aus, beide verliessen die Musikbranche. Eine für den November gebuchte Deutschlandtour wurde abgesagt.
In Dreierbesetzung (Chrigle Freund spielte Schlagzeug) nahmen LiLiPUT im Sunrise-Studio in Kirchberg eine zweite Single (Eisiger Wind/When the cat's away then the mice will play) auf, die im Februar 1981 in der Schweiz auf dem Off Course- und in England auf dem Rough Trade-Label erschien. Auf dem Cover der Single posierten LiLiPUT in Kostümen, die eine Reminiszenz an den Dadaisten Hugo Ball darstellten. Dies und der deutlich dadaistische Text der vorangegangenen Single (Split) erregte die Aufmerksamkeit des US-amerikanischen Musikjournalisten Greil Marcus, der darüber im kalifornischen «New West»-Magazin einen Essay veröffentlichte und die Band somit auch einer kleinen Fangemeinde in den USA bekanntmachte. Der Essay erschien im Januar 1982 auch in deutscher Übersetzung in der «Rock Session»-Taschenbuchreihe im Rowohlt Verlag.
Zum Zeitpunkt der Veröffentlichung der Single war die Sängerin Chrigel Freund jedoch bereits ausgestiegen und hatte Marder und Schiff als Duo zurückgelassen. Klaudia Schiff sprach in einem Interview von einem «riesigen Berg Schulden», auf dem die Band mittlerweile sitze.

### Zweite LiLiPUT-Besetzung (1981–84)
Ende Januar 1981 fanden LiLiPUT mit der 26-jährigen Büroangestellten Astrid Spirig (vorher bei der Zürcher Band Neon) eine neue Sängerin. Aus Probesessions mit dem 19-jährigen Schlagzeuger Beat Schlatter und dem 22-jährigen Saxofonspieler Christoph Herzog entstand ein neues Line-Up, wobei die Aufnahme von zwei Männern in die Band jedoch zu Irritationen in der Musikpresse führte. Marlene Marder stellte dazu klar: «Wir haben uns nie als Frauenband verstanden und wir wollten auch nicht in den Medien so aufgebaut werden!»
Ihr Livedebüt gab die neue Band bei den Münchner Rocktagen im April 1981, es folgte ein Auftritt beim feministischen Rockfestival im Berliner Tempodrom am 20. Juni 1981. Ein Livesong dieses Auftrittes (Waxing Moon) wurde auf dem Compilationalbum Venus Weltklang veröffentlicht.
Die Band nahm 1981 drei Songs (I had a dream/Turn the table/Dolly Dollar) für eine Single auf, die dann aber nicht veröffentlicht wurde. Die Songs erschienen schliesslich 1993 auf der Complete Recordings-CD.
Im Februar 1982 gingen LiLiPUT ins Studio Platinum in Oberehrendingen, um mit dem Toningenieur Harry Zindel ihr erstes Studioalbum Liliput aufzunehmen, das am 11. August auf dem englischen Rough Trade-Label erschien. Marlene Marder bemerkte auf die Frage, warum die Band bis dahin noch kein komplettes Album aufgenommen hatte: «Die ersten Singles hatten wir selbst finanziert, jeder von uns hat was beigesteuert. Ein Album ist viel teurer. Rough Trade fragten uns und bezahlten auch, also machten wir es. […] Wir haben die Gelegenheit wahrgenommen. Und wir hatten gerade Zeit.» Die Musik hatte sich von der kantigen New-Wave-Rhythmik der frühen Kleenex über den chaotischen Sound der 1980er LiLiPUT-Besetzung nunmehr weiterentwickelt zu leicht jazzig-improvisatorischem New Wave mit verspielten Weltmusik-Anklängen.
Passend zur LP-Veröffentlichung am 11. August folgte im September 1982 eine ausgedehnte Deutschlandtour. Die Band, die von Stephan Eicher als Gastmusiker begleitet wurde, nahm eine Super-8-Kamera mit und fertigte einige Aufnahmen ohne Ton an, die 2010 auf der Live Recordings, TV-Clips & Roadmovie-DVD veröffentlicht wurden. Nach der Tour wollten Marder und Schifferle (die ab Juni 1982 auf der documenta in Kassel ausgestellt hatte) die Band eigentlich auflösen, Astrid Spirig überredete die beiden jedoch dazu weiterzumachen und übernahm das Management der Band.
Am 11. März 1983 spielte die Band ein Konzert in der Roten Fabrik in Zürich, das vom Schweizer Radio aufgezeichnet und 2010 auf der Live Recordings, TV-Clips & Roadmovie-DVD veröffentlicht wurde. Dazu kam das Musical Der Hundeschwindel von Moskau im Jahr 1983 in Stans mit Kompositionen von Stephan Eicher.
Im März 1983 war die neue Single The Jatz/You did it als erste Veröffentlichung des neugegründeten Rough Trade Deutschland-Labels erschienen, mit dem Spirig auch die Finanzierung eines zweiten Studioalbums aushandelte, das im Juni 1983 im Studio Platinum in Oberehrendingen mit diversen Gastmusikern aufgenommen wurde. Für den Albumtrack Boat-Song wurde auch ein Video gedreht, das 2010 auf der Live Recordings, TV-Clips & Roadmovie-DVD erschien.
Das letzte LiLiPUT-Konzert fand im Oktober 1983 im Zürcher Mascotte Club statt.
Im Dezember 1983 wurde das neue Album Some Songs veröffentlicht und LiLiPUT gaben ihre letzten Interviews, in denen sie von Plänen für die Zukunft berichteten: «Das Frauen-Trio will inskünftig je nach Projekt für einzelne Projekte weitere Musikerinnen und Musiker beiziehen.» Astrid Spirig wollte ausserdem «eine Musicalschule in New York besuchen, weil wir in unseren Bühnenauftritten vermehrt visuelle Elemente einbauen wollten. Ich wurde schwanger und musste mich zwischen New York und dem Kind entscheiden.»
Marlene Marder: «Die Vorstellung, die Rough Trade Deutschland vom zweiten Album hatten, war, dass wir damit auf Tour gehen sollten. Aber dann wurde Astrid schwanger, und das war das Ende der Band. Das klassische Ende. [...] Sie kam zu uns und sagte ‹Ich bin schwanger. Sorry, Mädels. Verratet Rough Trade Deutschland nichts davon, sie haben das ganze Geld investiert und sehen es jetzt nicht wieder.› Enttäuscht war ich eigentlich nicht. Es war halt zu Ende.»

### Nach der Auflösung
Marlene Marder war nach 1984 die einzige, die weiter in der Musikbranche tätig war. Sie veröffentlichte ihre Erinnerungen Ende 1986 in dem Buch "Kleenex/LiLiPUT - Das Tagebuch der Gitarristin Marlene Marder". 1993 stellte sie die Compilation Complete Recordings zusammen, die auf dem Schweizer Off Course-Label erschien und 2001 von Kill Rock Stars in den USA wiederveröffentlicht wurde. 2010 folgte mit Live Recordings, TV-Clips & Roadmovie eine Live-Compilation-CD, der eine DVD mit Videoclips beilag. Sie erlag 2016 im Alter von 61 Jahren einem Krebsleiden.
Klaudia Schifferle ist heute eine bekannte bildende Künstlerin, Beat Schlatter ein erfolgreicher TV- und Filmkomiker in der Deutschschweiz.

## Diskografie
- 1978: Hedi’s Head/Nice/Ain’t You/Beri Beri EP (Sunrise/CH 078-S 1964)
- 1978: Ain’t You/Hedi’s Head Single (Rough Trade/UK RT 009)
- 1979: You (Friendly Side)/Ü (Angry Side) Single (Rough Trade/UK RT 014)
- 1979: Hedi’s Head (live)/You (live)/Nice (live) auf ‹Into The Future› LP (Konnekschen/BRD Kon LP1)
- 1980: Split/Die Matrosen Single (Rough Trade/UK RT 047)
- 1980: Hitch-Hike/DC-10 auf ‹Swiss Wave The Album› LP (Off Course/CH ASL-3310)
- 1981: Eisiger Wind/When the cat’s away then mice will play Single (Off Course/CH ASL-20, Rough Trade/UK RT 062)
- 1981: Waxing Moon auf ‹Venus Weltklang› LP (Flame/BRD)
- 1982: ‹Liliput› LP (Rough Trade/UK Rough 43)
- 1983: The Jazz/You did it Single (Rough Trade Deutschland/BRD RTD 01)
- 1983: ‹Some Songs› LP (Rough Trade Deutschland/BRD RTD 15)
- 1993/2001: ‹The Complete Recordings› Doppel-CD (Off Course/CH ASL-2CD-12-2, Kill Rock Stars/USA FU 014CD)
- 2010: ‹Live Recordings, TV Clips & Roadmovie› CD/DVD (Kill Rock Stars/USA)
- 2016: First Songs, A Collection Of Singles DO-LP (Water Wing Records/Kill Rock Stars USA/Mississippi Records)

## Bibliografie
- Kleenex: Besonderer Leckerbissen. In: Brigitte Rohkohl: Rock-Frauen. Rowohlt, Reinbek bei Hamburg 1979, ISBN 3-499-14454-9, S. 37–45.
- Marlene Marder: Kleenex LiLiPut. Nachbar der Welt, Zürich 1986, ISBN 3-907500-05-9.
- Vojin Saša Vukadinović: ‚Our future is the future for many’. Kleenex/LiLiPUT, Punk und die Schweiz. In: Traverse. Zeitschrift für Geschichte/Revue d’histoire, Nr. 2/2019, S. 72–91.